# محاولة الانقلاب في الجبل الأسود

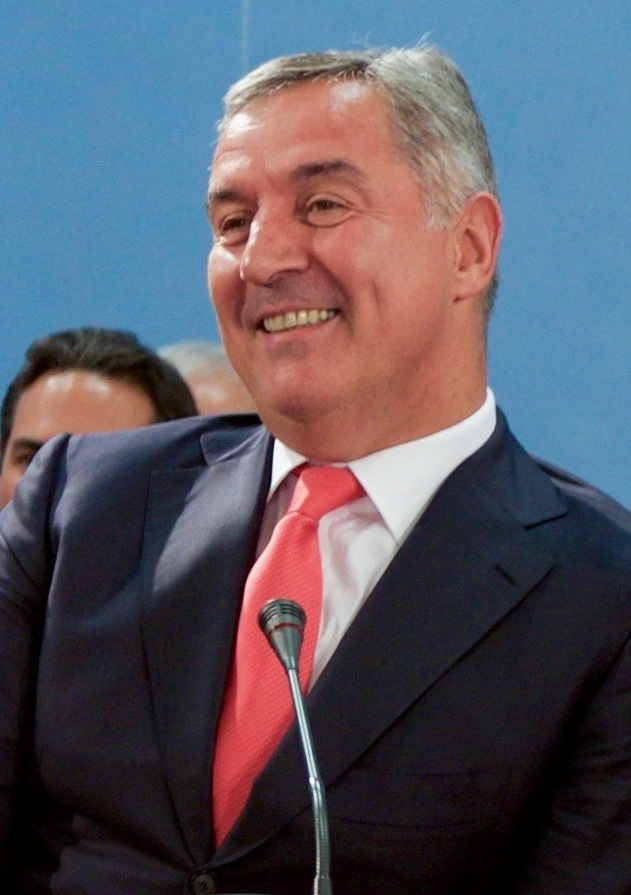

محاولة الانقلاب في الجبل الأسود كانت محاولة منع الجبل الأسود من الانضمام إلى الناتو مدبرة من قبل مديرية المخابرات الرئيسية. يوجد عشرون مشبوهًا وكانوا مونتينيغريين وصربًا وروسًا؛ اُعْتُقِلوا للاشتباه بهذه المؤامرة في 16 أكتوبر 2016. المعهد الروسي للدراسات الإستراتيجية كان متآمرًا في المؤامرة. براتيسلاف ديكيتش الذي رئيس السابق لالدرك الصربي هو أحد من المتآمرين، وكذلك أندريا مانديتش وميلان كنيزيفيتش هما زعيمان المعارضة المونتينيغرية. محاولة الانقلاب شملت خطةً للاغتيال ميلو دوكانوفيتش. وكالة أمن المعلومات صربيا ساعدت الجبل الأسود على أن الانقلاب يُحْبَط فهو لم تنجح.